# Lepidanthrax tinctus
Lepidanthrax tinctus är en tvåvingeart som först beskrevs av Thomson 1869.  Lepidanthrax tinctus ingår i släktet Lepidanthrax och familjen svävflugor. Inga underarter finns listade i Catalogue of Life.